# Rima
|  | Aquest article tracta sobre el terme de poètica. Si cerqueu l'accident geològic, vegeu «Rima (exogeologia)». |

La rima és la concordança parcial o total d'uns sons als versos per produir un efecte de musicalitat a partir de l'última vocal tònica. Pot donar-se en qualsevol posició del vers, si bé el més freqüent és que es produeixi al final i entre versos que no estiguin gaire allunyats, per mantenir la memòria de la cadència a la ment del receptor. La rima pot ser consonant, si els sons repetits són exactes, o assonant, si només hi ha coincidència de les vocals.
És un recurs poligenètic, comú a quasi totes les llengües. En grec antic es deia homoioteleuton («que acaba en el mateix»), si bé que en la poesia grega i llatina no va ocupar el lloc central que va obtenir a Occident, primer amb la poesia hímnica del cant religiós de la seqüència gregoriana i sobretot des de la poesia trobadors a l'Edat Mitjana. A més del seu aspecte musical, és un recurs que facilita la memorització.
La paraula prové del provençal rim, derivat del grec antic ῥυθμός «moviment regular, cadenciós» via el llatí rhythmus. A l'edat mitjana va prendre el sentit de vers romanç, basat en accents, nombre de sil·labes i rimes, a diferència del vers mètric llatí, un altre recurs literari. A les obres modernes en versos alexandrins sovint és combina la rima amb una estructura mètrica sil·làbica inspirada en la poètica clàssica.

## Tipus de rima
Hi ha diversos tipus de rimes segons les síl·labes afectades, en català es comença a comptar des de la síl·laba tònica de l'última paraula del vers.
- Rima assonant: únicament coincideixen els sons vocàlics dels versos.
- Rima consonant: la repetició de fonemes de l'última síl·laba és total.
- Rima femenina: l'última paraula del vers és plana o esdrúixola.
- Rima masculina: l'última paraula del vers és aguda.
- Rima creuada, croada, encreuada, o de circularitat.
- Rima encadenada és aquella que en una quarteta, estructura en què rimen el primer i el tercer vers, d'una banda, i el segon i el quart, de l'altra (ABAB)
- Rima equívoca: la que es dona entre paraules homòfones però de significat diferent.
- Rima falsa: quan l'escriptura coïncideix, però la pronuncia no el fa.
- Rima interna: la que es produeix entre les paraules de l'interior del vers.
- Rima fàcil o pobra: la que abusa de terminacions freqüents de la llengua.
- Rima maridada. Es produeix entre les rimes masculines i femenines d'una mateixa paraula i les respectives masculina i femenina d'una altra: bufó (a) bufona (b) rodó (a) rodona (b).
- Rima visual.